# Palo Santo
Palo Santo – miasto w Argentynie, w prowincji Formosa, w departamencie Pirané.
Według danych szacunkowych na rok 2010 miejscowość liczyła 6 379 mieszkańców.